# Литовченко, Николай Иванович
Николай Иванович Литовченко (1919—1968) — красноармеец Рабоче-крестьянской Красной Армии, участник Великой Отечественной войны, Герой Советского Союза (1944).

## Биография
Родился в 1919 году в селе Рыбцы (ныне — Прилукский район Черниговской области Украины). До начала войны работал на родине в колхозе. В 1943 году был призван на службу в Рабоче-крестьянскую Красную Армию. С сентября того же года — на фронтах Великой Отечественной войны.
К октябрю 1943 года красноармеец Николай Литовченко был стрелком 1140-го стрелкового полка 340-й стрелковой дивизии 38-й армии Воронежского фронта. Отличился во время битвы за Днепр. В начале октября 1943 года во главе передовой группы переправился через Днепр в районе села Борки Вышгородского района Киевской области Украинской ССР и принял активное участие в боях за захват и удержание плацдарма, лично уничтожив 4 солдат противника. Группа отразила 6 немецких контратак, продержавшись до переправы основных сил.
Указом Президиума Верховного Совета СССР «О присвоении звания Героя Советского Союза генералам, офицерскому, сержантскому и рядовому составу Красной Армии» от 10 января 1944 года за «образцовое выполнение боевых заданий командования на фронте борьбы с немецко-фашистскими захватчиками и проявленные при этом отвагу и геройство» был удостоен высокого звания Героя Советского Союза с вручением ордена Ленина и медали «Золотая Звезда» за номером 3644.
После окончания войны был демобилизован. Вернулся в Рыбцы, работал в колхозе. Умер 6 ноября 1968 года.
Был также награждён рядом медалей.